# Bernardo Sayão
Bernardo Sayão es un municipio brasileño del estado del Tocantins. Se localiza a una latitud 07º52'25" sur y a una longitud 48º53'18" oeste, estando a una altitud de 149 metros. Su población estimada en 2004 era de 4 656 habitantes.
Posee un área de 930,91 km².